# فوجیتا ۵۳۵۲
سیارک ۵۳۵۲ (به انگلیسی: 5352 Fujita، نامگذاری:1989YN) پنج هزار و سیصد و پنجاه و دومین سیارک کشف شده‌است که در ۲۷ دسامبر ۱۹۸۹ کشف شد.
قدر مطلق سیارک برابر ۱۲٫۸۰ است.